# Suberites spematozoon
Suberites spematozoon är en svampdjursart som först beskrevs av Oswald Schmidt 1872.  Suberites spematozoon ingår i släktet Suberites, och familjen Suberitidae. Arten är reproducerande i Sverige.